# العلاقات البنينية البيروية
العلاقات البنينية البيروفية هي العلاقات الثنائية التي تجمع بين بنين وبيرو.

## مقارنة بين البلدين
هذه مقارنة عامة ومرجعية للدولتين:
| وجه المقارنة                                              | بنين            | بيرو                                   |
| --------------------------------------------------------- | --------------- | -------------------------------------- |
| المساحة (كم2)                                             | 114.76 ألف      | 1.29 مليون                             |
| عدد السكان (نسمة)                                         | 11.18 مليون     | 32.16 مليون                            |
| الكثافة السكانية (ن./كم²)                                 | 97.42           | 24.93                                  |
| العاصمة                                                   | بورتو نوفو      | ليما                                   |
| اللغة الرسمية                                             | لغة فرنسية      | اللغة الإسبانية، اللغة الأيمرية، كتشوا |
| العملة                                                    | فرنك غرب أفريقي | سول بيروفي جديد                        |
| الناتج المحلي الإجمالي (بليون دولار)                      | 9.27 مليار      | 211.39 مليار                           |
| الناتج المحلي الإجمالي (تعادل القوة الشرائية) بليون دولار | 22.38 مليار     | 393.13 مليار                           |
| الناتج المحلي الإجمالي الاسمي للفرد دولار أمريكي          | 762             | 6.03 ألف                               |
| الناتج المحلي الإجمالي للفرد دولار أمريكي                 | 2.03 ألف        | 11.99 ألف                              |
| مؤشر التنمية البشرية                                      | 0.480           | 0.740                                  |
| رمز المكالمات الدولي                                      | +229            | +51                                    |
| رمز الإنترنت                                              | .bj             | .pe                                    |
| المنطقة الزمنية                                           | ت ع م+01:00     | توقيت بيرو، 00                         |

## منظمات دولية مشتركة
يشترك البلدان في عضوية مجموعة من المنظمات الدولية، منها:
| علم المنظمة | اسم المنظمة                               | تاريخ انضمام بنين | تاريخ انضمام بيرو |
| ----------- | ----------------------------------------- | ----------------- | ----------------- |
|             | وكالة ضمان الاستثمار متعدد الأطراف        | 26 سبتمبر 1994    | 2 ديسمبر 1991     |
|             | منظمة الشرطة الجنائية الدولية             | ?                 | ?                 |
|             | منظمة حظر الأسلحة الكيميائية              | ?                 | ?                 |
|             | منظمة التجارة العالمية                    | ?                 | ?                 |
|             | الأمم المتحدة                             | 20 سبتمبر 1960    | 31 أكتوبر 1945    |
|             | مؤسسة التمويل الدولية                     | 5 فبراير 1987     | 20 يوليو 1956     |
|             | يونسكو                                    | 18 أكتوبر 1960    | 21 نوفمبر 1946    |
|             | مؤسسة التنمية الدولية                     | 16 سبتمبر 1963    | 30 أغسطس 1961     |
|             | البنك الدولي للإنشاء والتعمير             | 10 يوليو 1963     | 31 ديسمبر 1945    |
|             | المركز الدولي لتسوية المنازعات الاستشارية | 14 أكتوبر 1966    | 8 سبتمبر 1993     |
|             | الاتحاد البريدي العالمي                   | ?                 | ?                 |
|             | الاتحاد الدولي للاتصالات                  | 1961              | 12 يوليو 1915     |

## وصلات خارجية
- موقع وزارة الخارجية البنينية
- موقع وزارة الخارجية البيروفية